# Carsten Haurum
Carsten Haurum (født 26. juli 1956 på Frederiksberg) er en tidligere dansk håndboldspiller som deltog under Sommer-OL 1980 og Sommer-OL 1984.
Han er far til håndboldspilleren Christina Haurum.
Carsten Haurum fik debut på landsholdet i et 15-20 nederlag til Vesttyskland i 1978. I 1980 var han med på Danmarks håndboldlandshold som endte på en niendeplads under Sommer-OL. Han spillede i fem kampe og scorede otte mål.
Fire år senere kom han på en fjerdeplads med de danske hold under Sommer-OL 1984. Han spillede i en kamp og scorede tre mål.
Haurum er tidligere administrerende direktør for Kultur- og Fritidsforvaltningen i Københavns Kommune og nuværende bestyrelsesformand for Det Danske Kulturinstitut